# Wasnon de Condé
Wasnon dit saint Wasnon, ou Wasnulphe,
est le nom d'un moine du VIIe siècle d'origine irlandaise ou écossaise venu évangéliser le nord de la Gaule, en particulier le Hainaut, dont la population était plus ou moins retournée au paganisme, conséquence de la désorganisation de l'Église à la suite des invasions barbares, notamment franques. Il est célébré le 1er octobre.

## Biographie
Né vers le début du VIIe siècle, sa vie est entourée de mystères et on ne sait que peu de choses à son sujet. Wasnon aurait fui sa patrie à cause des persécutions en compagnie de ses « frères » : Gobain (devenu saint Gobain), Algis (devenu saint Algis), Éloque, Boélian et Momble.
Il arrive à Condatum vers 633. À l'époque, le territoire de la cité est un lieu inhabité environné de bois. Saint Wasnon y bâtit en haut d’une colline boisée un petit oratoire sous lequel il est inhumé à sa mort, survenue en 677. Sur cet emplacement, plus tard, on élève Notre-Dame de Condé, église abbatiale puis paroissiale placée sous son invocation.
Une église de Condé-sur-l'Escaut, bâtie au milieu du XVIIIe siècle à l'instigation de l'architecte Pierre Contant d'Ivry, porte son nom.